# Sleeper
Sleeper – brytyjski zespół britpopowy aktywny w latach 90. XX wieku, którego liderką była Louise Wener. Zespół wydał osiem singli, które uplasowały się w pierwszej 40. listy UK Singles Chart i trzy albumy w pierwszej 10. UK Albums Chart. Utwór formacji "Statuesque" został zawarty w soundtracku do filmu Trainspotting.

## Dyskografia

### Albumy studyjne
| Tytuł               | Data wydania | UK Albums Chart |
| ------------------- | ------------ | --------------- |
| Smart               | luty 1995    | 5               |
| The It Girl         | maj 1996     | 5               |
| Pleased to Meet You | paź 1997     | 7               |
| Greatest Hits       | paź 2007     | -               |

### Single
| Tytuł                 | Data wydania     | UK Singles Chart | Album                    |
| --------------------- | ---------------- | ---------------- | ------------------------ |
| Alice EP              | 1993             | -                | Smart                    |
| "Swallow"             | styczeń 1994     | -                | Smart                    |
| "Delicious"           | maj 1994         | 75               | Smart                    |
| "Inbetweener"         | styczeń 1995     | 16               | Smart                    |
| "Vegas"               | kwiecień 1995    | 33               | Smart                    |
| "What Do I Do Now?"   | październik 1995 | 14               | The It Girl              |
| "Sale of the Century" | maj 1996         | 10               | The It Girl              |
| "Nice Guy Eddie"      | lipiec 1996      | 10               | The It Girl              |
| "Atomic" (DJ promo)   | 1996             | -                | Trainspotting Soundtrack |
| "Statuesque"          | październik 1996 | 17               | The It Girl              |
| "She's A Good Girl"   | październik 1997 | 28               | Pleased to Meet You      |
| "Romeo Me"            | grudzień 1997    | 39               | Pleased to Meet You      |